# Armada Music
Armada Music je nizozemské nezávislé hudební vydavatelství, specializující se na vydávání elektronické taneční hudby, především na styly trance a house.
Vydavatelství bylo založeno v červnu 2003 Arminem van Buurenem, Maykelem Pironem a Davidem Lewisem. Název „Armada“ byl vytvořen spojením prvních dvou písmen z křestního jména každého ze zakladatelů.

## Nejznámější umělci vydavatelství
- Armin van Buuren
- Aly & Fila
- Dash Berlin
- Markus Schulz
- Paul van Dyk
- Lost Frequencies